# Damir Karpljuk
Damir Karpljuk, slovenski športni pedagog, 19. september 1962.
Damir Karpljuk je doktor znanosti, redni profesor, zaposlen na Fakulteti za šport, kjer je predstojnik Katedre za športno dejavnost posameznikov s posebnimi potrebami in nosilec dveh predmetov: Prilagojene športne vzgoje in Borilnih športov. Njegova znanstvena in strokovna bibliografija obsega približno 700 bibliografskih enot. 
Rodil se je 19. septembra 1962. Do sedaj je kot docent služboval na Fakulteti za šport in je znanstveni raziskovalec kineziološkega področja pedagogike ter didaktike športa. Kot aktiven športnik je dosegal vidne rezultate.
Leta 1982 je zaključil Srednjo zobotehniško šolo v Ljubljani. Od 1981 do 1990 je bil kot zobni tehnik zaposlen v Zdravstvenem domu Novo mesto. Na Fakulteti za šport je usvojil nazive trener atletike, vaditelj plavanja in nordijskega smučanja. Leta 1994 je diplomiral in se na Fakulteti za šport tudi zaposlil. Decembra 1996 je tam uspešno zagovarjal magisterij in junija 1999 še doktorsko disertacijo. Leta 2001 si je pridobil naziv docent.
Za nadpovprečne študijske rezultate je leta 1994 prejel nagrado Sklada Roka Petroviča, leta 1998 pa v Budimpešti posebno nagrado na 13. mednarodnem kongresu o športnih vedah za članek Intensity of Effort of Pre-School Children during their Physical Educational Class.
Že od leta 1994 se je nenehno strokovno izpopolnjeval na različnih področjih: šolstvo, visoko šolstvo, zdravstvo, šport in športna vzgoja, računalništvo. V okviru svoje raziskovalne dejavnosti je sodeloval v nekaterih raziskovalnih projektih, usmerjenih v proučevanje otrok in mladine ter posameznikov s posebnimi potrebami. Aktivno se udeležuje mednarodnih znanstvenih simpozijev in kongresov ter je avtor ali soavtor znanstvenih monografij, znanstvenih člankov in dokumentiranih referatov. Aktivno obvlada angleški jezik.
V okviru svoje pedagoške dejavnosti je vodil vaje, seminarje, predavanja, hospitacije in nastope v okviru predmeta Didaktika športne vzgoje na dodiplomskem in podiplomskem študiju. Bil je predstojnik Katedre za športno dejavnost posameznikov s posebnimi potrebami, nosilec predmetov Prilagojena športna vzgoja, Zdravstvena vzgoja in Borilni športi, za katere je izdelal tudi učne načrte – ECTS. Na podiplomskem študiju na Fakulteti za šport je predaval na smeri Športna vzgoja, organiziral in vodil je seminarje v okviru stalnega strokovnega izpopolnjevanja, vodil je tečaje za usposabljanje delavcev v okviru Inštituta za šport ali sodeloval na njih. Je avtor oz. soavtor številnih učbenikov, študijskih gradiv in videokaset ter številnih strokovnih člankov in knjig, zlasti s področja predšolske športne vzgoje, prilagojene in zdravstvene športne vzgoje ter borilnih športov. Kot strokovni sodelavec in predavatelj je sodeloval s številnimi strokovnimi združenji.
Bil je mentor 60 študentom in somentor 33 študentom pri izdelavi diplomske naloge, mentor trem študentom pri doktorskih disertacijah in mentor štirih magisterijev.
Od leta 2003 je bil vabljeni predavatelj Univerze v Sarajevu, Fakulteta sporta i tjelesnog odgoja. Bil je član številnih pedagoških svetov, odborov in komisij.
Tudi sam pa je dosegel nekatere odlične športne uvrstitve. Med drugim je bil leta 1980 republiški mladinski prvak v karateju. Pet let je treniral atletiko v teku od 1500 m do maratona dosegal veliko dobrih uvrstitev.
Od 1. junija 2005 do 25. maja 2006 je bil zaposlen na Ministrstvu za šolstvo in šport kot generalni direktor Direktorata za šport, z opravljenim Državnim izpitom iz Javne uprave, z opravljenim strokovnim izpitom iz Upravnega postopka in z uspešno zaključenim programom Vodenje in upravljanje v upravi.